# Gmünder Einhorn-Tunnel
Der Gmünder Einhorn-Tunnel (Arbeitstitel zur Bauphase: Christine-Tunnel) ist ein etwa 2,2 km langer Tunnel der Bundesstraße 29 (B 29) durch Schwäbisch Gmünd. Er besteht aus einem Fahrtunnel mit zwei Fahrstreifen und einem Rettungsstollen, der mit dem Haupttunnel durch sechs Fluchtstollen verbunden ist.

## Namen
Bis zum Baubeginn trug der Gmünder Einhorn-Tunnel keinen offiziellen Namen. Üblicherweise tragen Tunnel während ihrer Bauzeit den Vornamen der Tunnelpatin, im Fall von Schwäbisch Gmünd der Frau des damaligen Oberbürgermeisters Wolfgang Leidig, weshalb der Tunnel zunächst Christine-Tunnel hieß. Nach der Fertigstellung hat er seinen neuen Namen bekommen. In der Bevölkerung hatte sich vorübergehend der Name Salvatortunnel nach dem über dem Tunnel gelegenen Wallfahrtsort St. Salvator gefestigt. In den Medien wurde hauptsächlich vom Gmündertunnel oder auch vom B-29-Tunnel gesprochen, wobei auch weitere Namen wie Lindenfirsttunnel diskutiert wurden. Im Sommer 2011 führte die Stadt Schwäbisch Gmünd eine Umfrage im Internet durch über den nach Meinung der Bevölkerung Gmünds am besten geeigneten Namen. Auch der Name Bud-Spencer-Tunnel stand dabei zur Wahl (Bud Spencer hielt sich einst im Rahmen eines Schwimmturniers in Gmünd auf) und wurde von einer Facebook-Initiative unterstützt, die den ungewöhnlichen Vorschlag deutschlandweit publik machte und sogar internationales Medienecho hervorrief. Ende Juli entschied sich der Gmünder Gemeinderat allerdings gegen diesen Namen und vertagte die Entscheidung. Stattdessen trägt das städtische Freibad im Schießtal inzwischen den Namen Bud Spencers. Bei der schließlich Ende Oktober 2011 getroffenen Namensentscheidung stimmte die Mehrheit der Stadträte in Anlehnung an das Einhorn im Wappen der Stadt Schwäbisch Gmünd für den Namen Gmünder Einhorn-Tunnel.

## Geschichte
Durch den Ausbau der B 29 kamen 1975 in Schwäbisch Gmünd Diskussionen über den Verlauf der Trasse in der Stadt auf. 1980 wurde die Tunnelidee, ein Tunnel in Tallage, konkretisiert, doch genauere Planungen wurden aus verschiedenen Gründen mehrmals verworfen, so dass es erst 1989 zu einem konkreten Vorentwurf kam, der 1996 in ein Planfeststellungsverfahren überging, das schon im darauffolgenden Jahr Bestandskraft erlangte. Zum Baubeginn des ersten Bauabschnitts kam es 1998, der zweite folgte 2006. Ebenfalls 2006 wurde ein weiteres Planfeststellungsverfahren für den etwa 1,6 Kilometer langen Rettungsstollen begonnen, das seit Mai 2007 bestandskräftig ist. Nach dem Beginn der bergmännischen Arbeiten im Herbst 2008 kam es am 27. Februar 2011 zum Tunneldurchschlag. Eine Bürgerinitiative, „Initiative Pro Tunnelfilter“, setzte sich dafür ein, dass in den Gmünder Einhorn-Tunnel ein Abluftfilter eingebaut werden soll. Dazu wurde im März 2012 ein Bürgerdialog gestartet. Zu weiteren Verzögerungen führte 2013 die Sanierung der defekten Löschwasserleitung. Die Freigabe des Tunnels erfolgte am 25. November 2013 unter anderem mit dem Verkehrsminister des Bundes Peter Ramsauer und des Landes Winfried Hermann.

## Sonstiges
Für gewöhnlich besteht im Tunnel eine Höchstgeschwindigkeit von 80 km/h. Dieses Tempolimit kann durch Wechselverkehrszeichen geändert werden. Die Überwachung erfolgt durch Infrarotlicht („Black-Flash-Technik“).
Die Baukosten für den Gmünder Einhorn-Tunnel betrugen über 280 Millionen Euro. Damit ist der Tunnel die derzeit teuerste Ortsumgehung Deutschlands.
An der Stelle des Rettungstunnels ist der Tunnel für die Errichtung eines zweiten Fahrtunnels und damit einem Ausbau vom 2- zum 4-streifigen Betrieb vorbereitet.

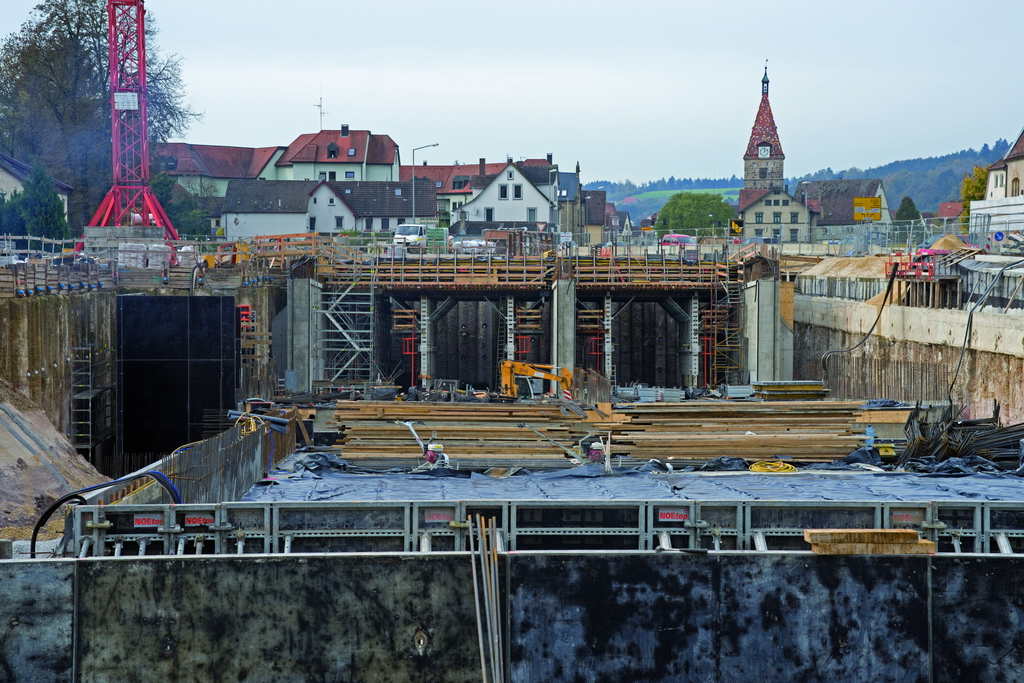
Gmünder Einhorn-Tunnel, Tunnelportal Ost, offene Tunnelbauweise
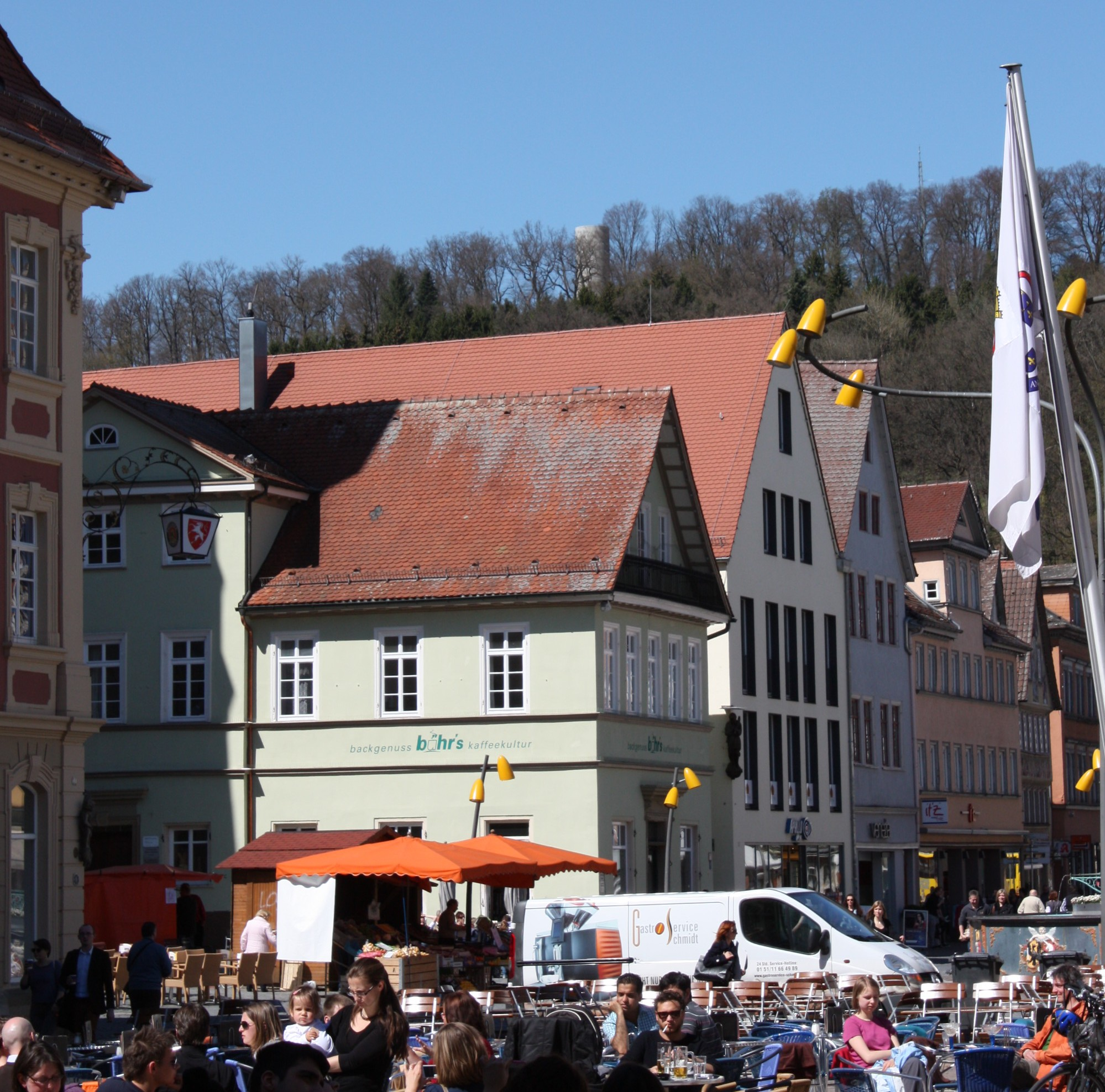
Blick vom Gmünder Marktplatz auf den Standort des Tunnelkamins (sichtbar hinter den Bäumen)
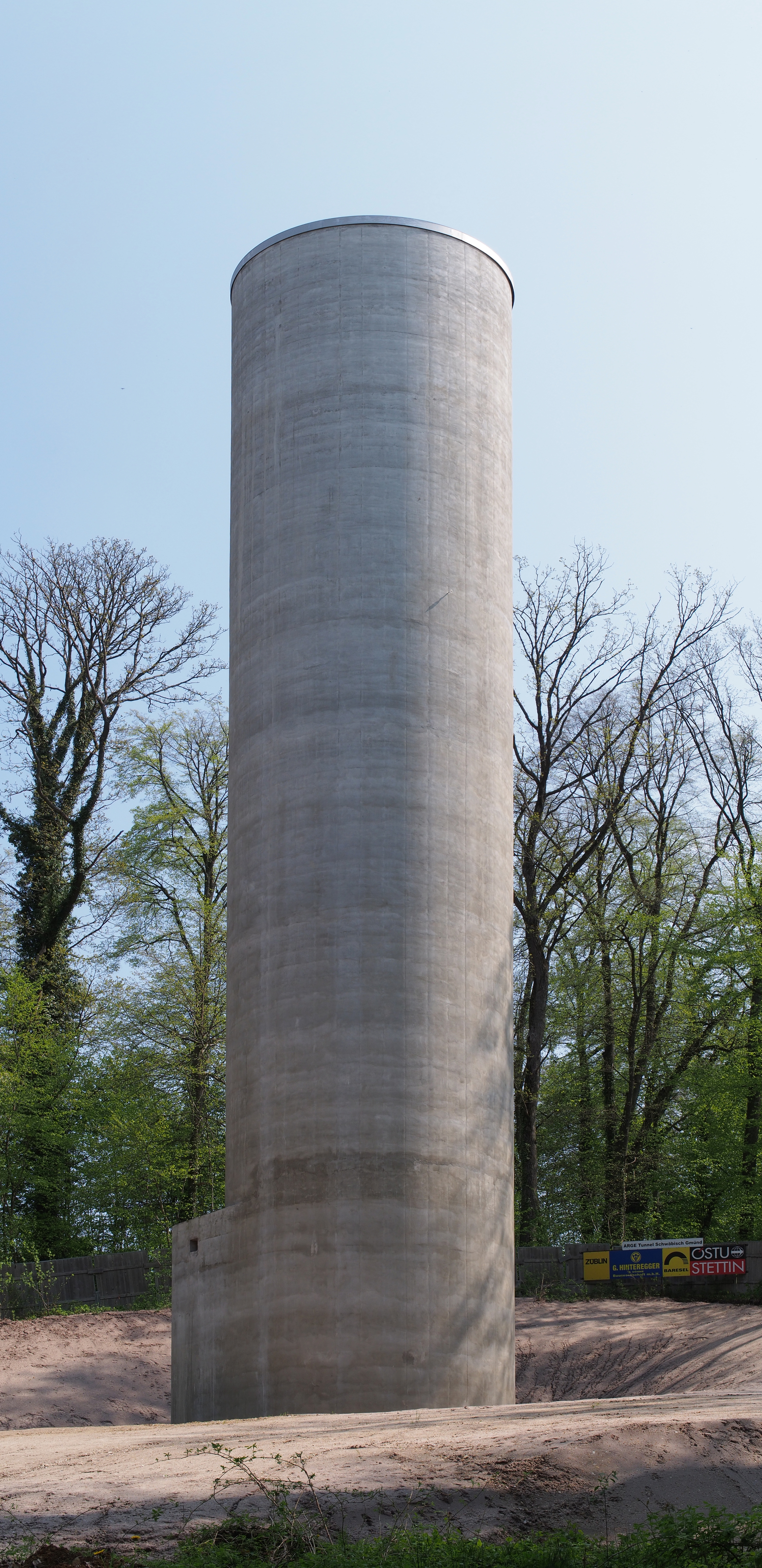
Tunnelkamin auf dem Lindenfirst
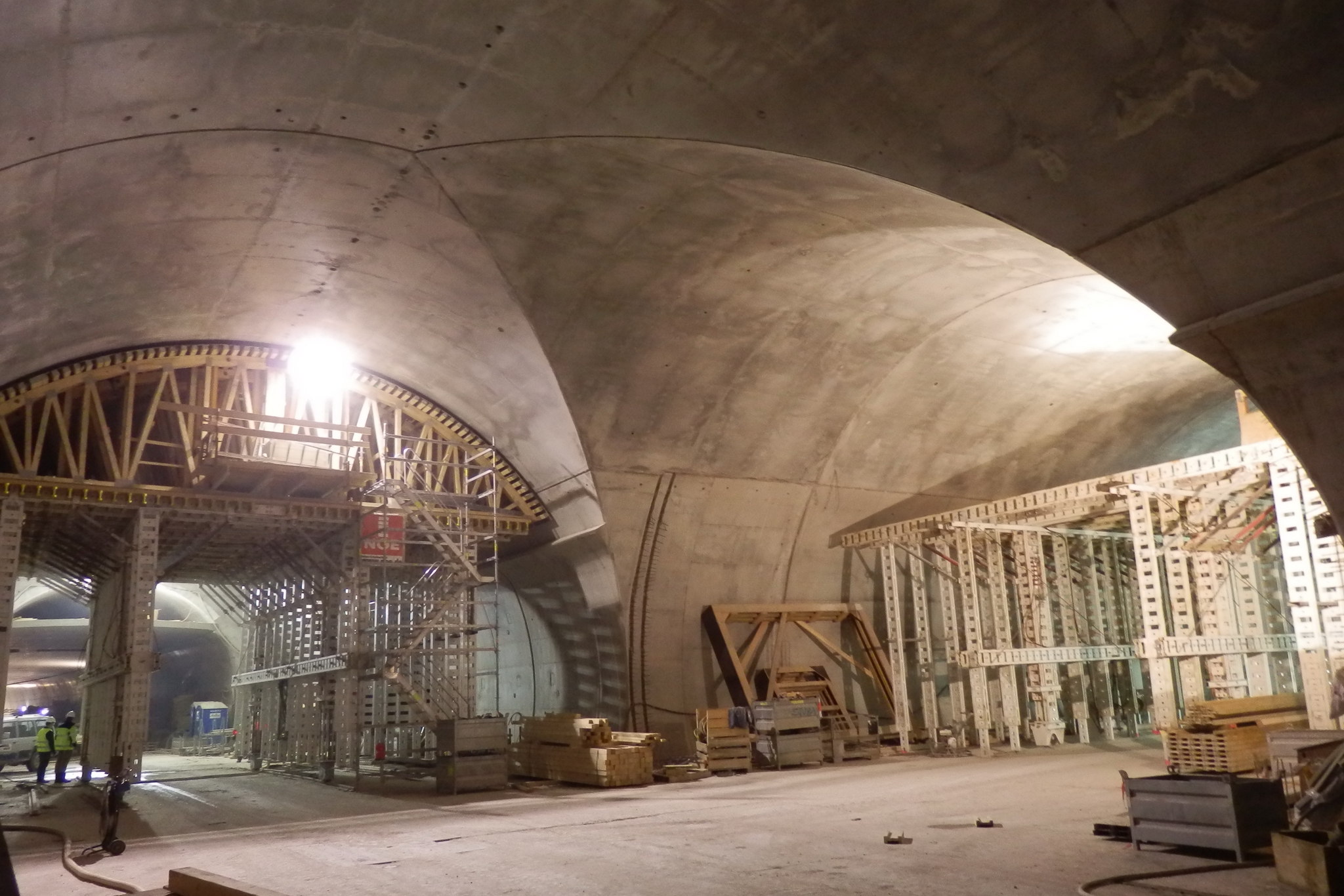
Tunnelgewölbe für Nothaltebucht und Abluftzentrale
- Autofahrt durch den fertigen Einhorn-Tunnel in Richtung Aalen (2013)

Blick von der neuen Fußgängerbrücke am Weleda-Gebäude auf Ostportal und Remseinlauf